# Peripatus acacioi

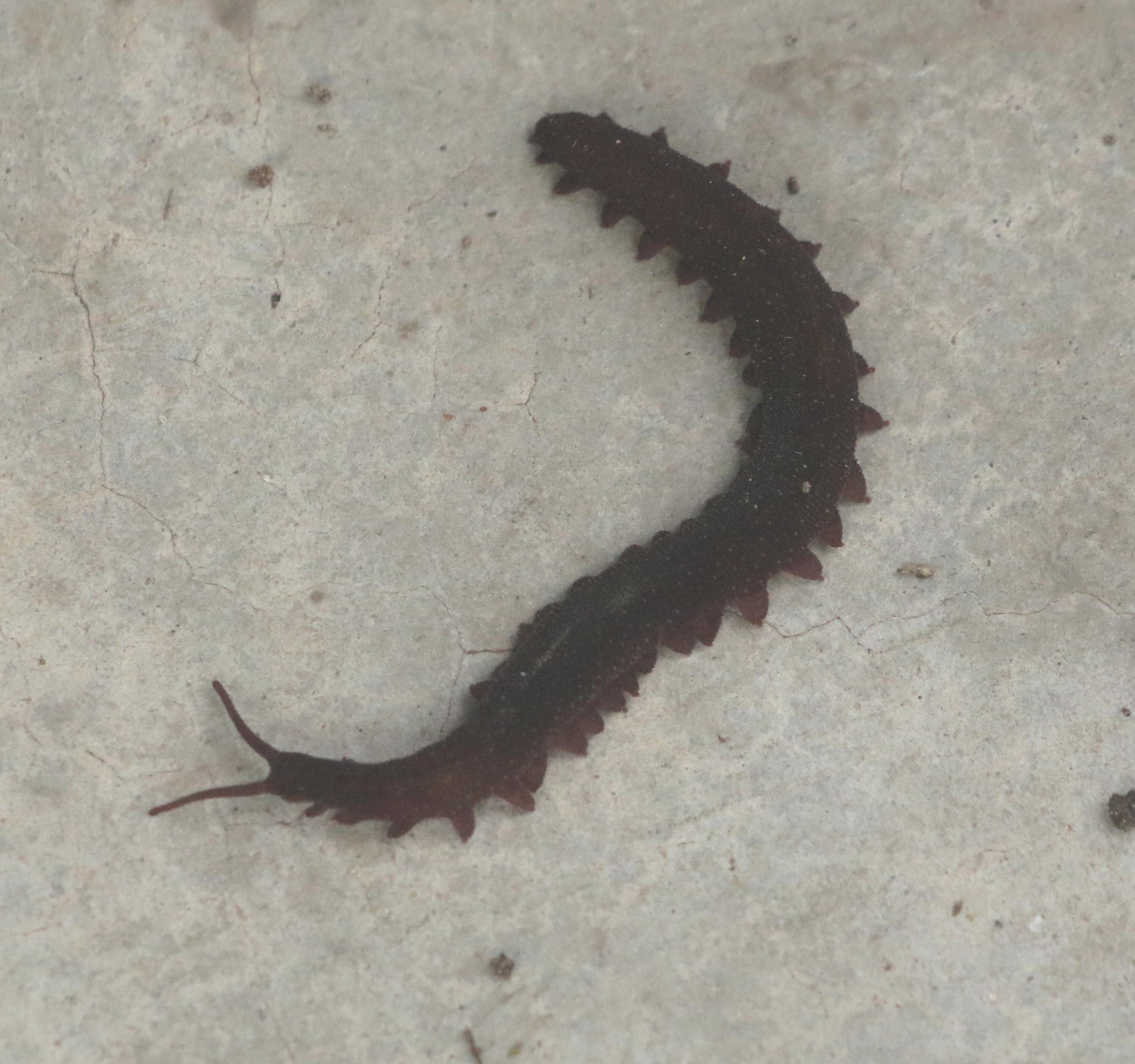

Peripatus acacioi é um animal pequeno, que tem cerca de 1,5 cm de comprimento. É um raro invertebrado pré-histórico, pertencente à classe dos onicóforas (Onycophora, Peripatidae), tentáculos na cabeça e patas laterais parecendo uma lagarta, que é considerado um fóssil vivo por ser um ser intermediário entre as minhocas (anelídeos) e aranhas e escorpiões (artrópodes), espécie considerada um elo evolutivo entre os anelídeos (animais de corpo segmentado) e artrópodes (animais que apresentam articulações). Seu único exemplar fóssil tem 350 milhões de anos.
O peripatus acacioi habita geralmente cavidades e fendas no solo, em obscuridade total ou penumbra, em temperaturas não muito elevadas (menores que 20 °C). Não muito raramente, é localizado em troncos e folhas de árvores e arbustos, entre musgos, sob troncos caídos e revolvimento superficial dos folhelhos no chão da mata.
O pequeno animal possui a superfície corporal aveludada e de cor marrom-vinho. O comprimento em média é de de 24 mm, enquanto o diâmetro é de 2,5 mm. Na região cefálica encontram-se duas antenas não muito espessas, aneladas e com papilas espinhosas, com um par de ocelos de cerca de 1 mm de diâmetro. A boca tem um par de mandíbulas cortantes e um dente maior envolvido com um pequeno dente acessório representado por dez ou onze fileiras. Apresentam o corpo com 26 a 28 pares de parapódios da mesma forma e dimensões, sendo que no último par denotam-se aberturas genitais que são em número de duas. O ânus situa-se no final do corpo.
A Estação Ecológica do Tripuí, localizada no Município de Ouro Preto, foi criada para preservar o habitat natural do peripatus acacioi, ameaçado de extinção.